# Luthergasse (Weimar)

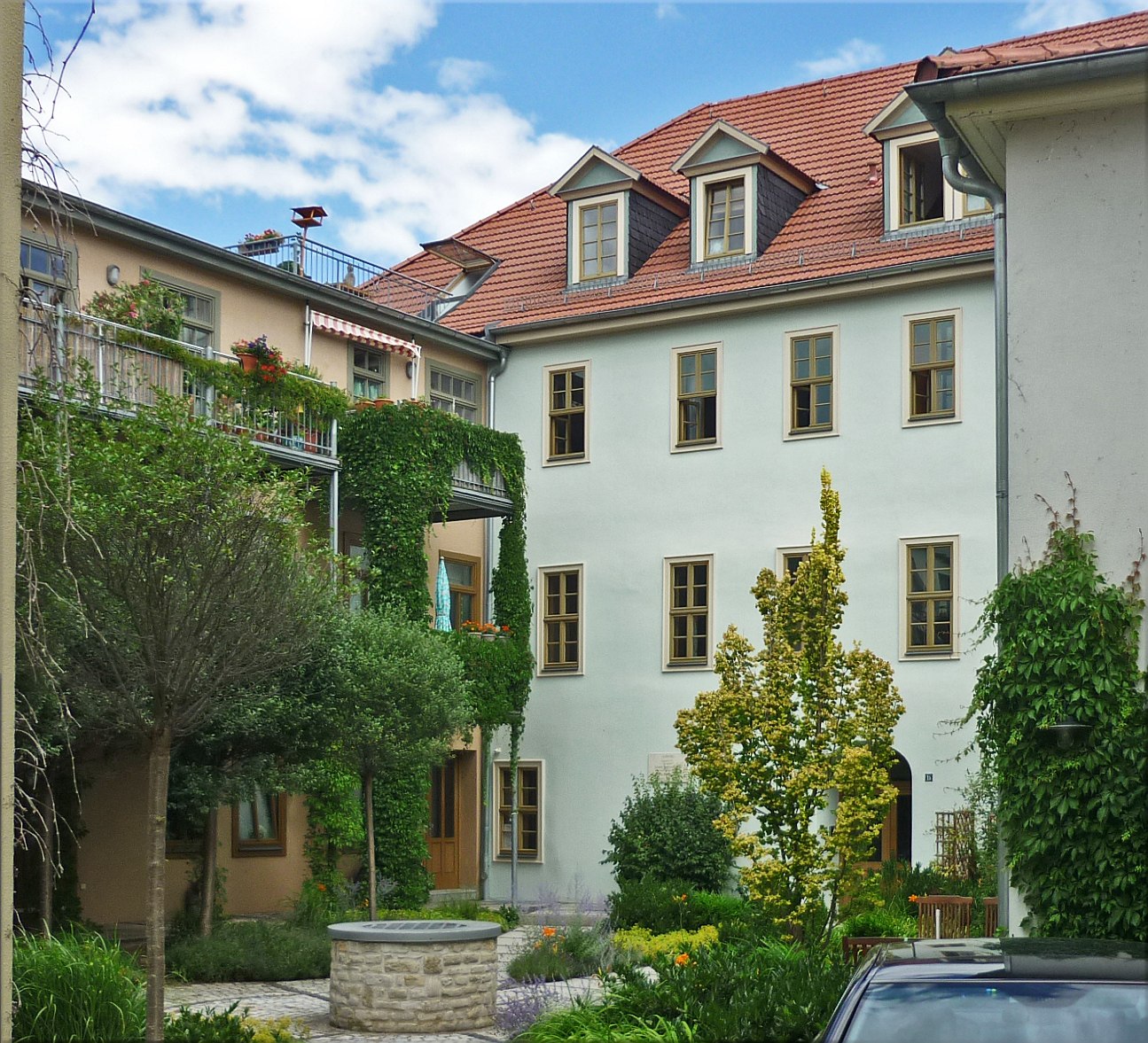
Lutherhof Weimar

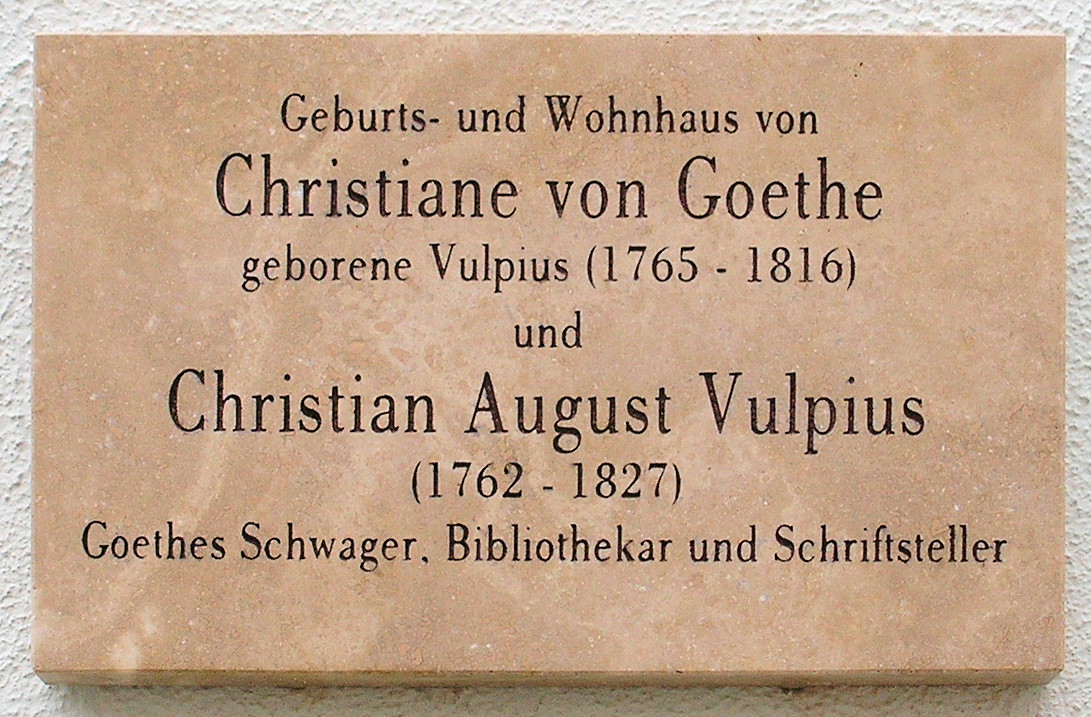
Gedenktafel Luthergasse 5 Weimar

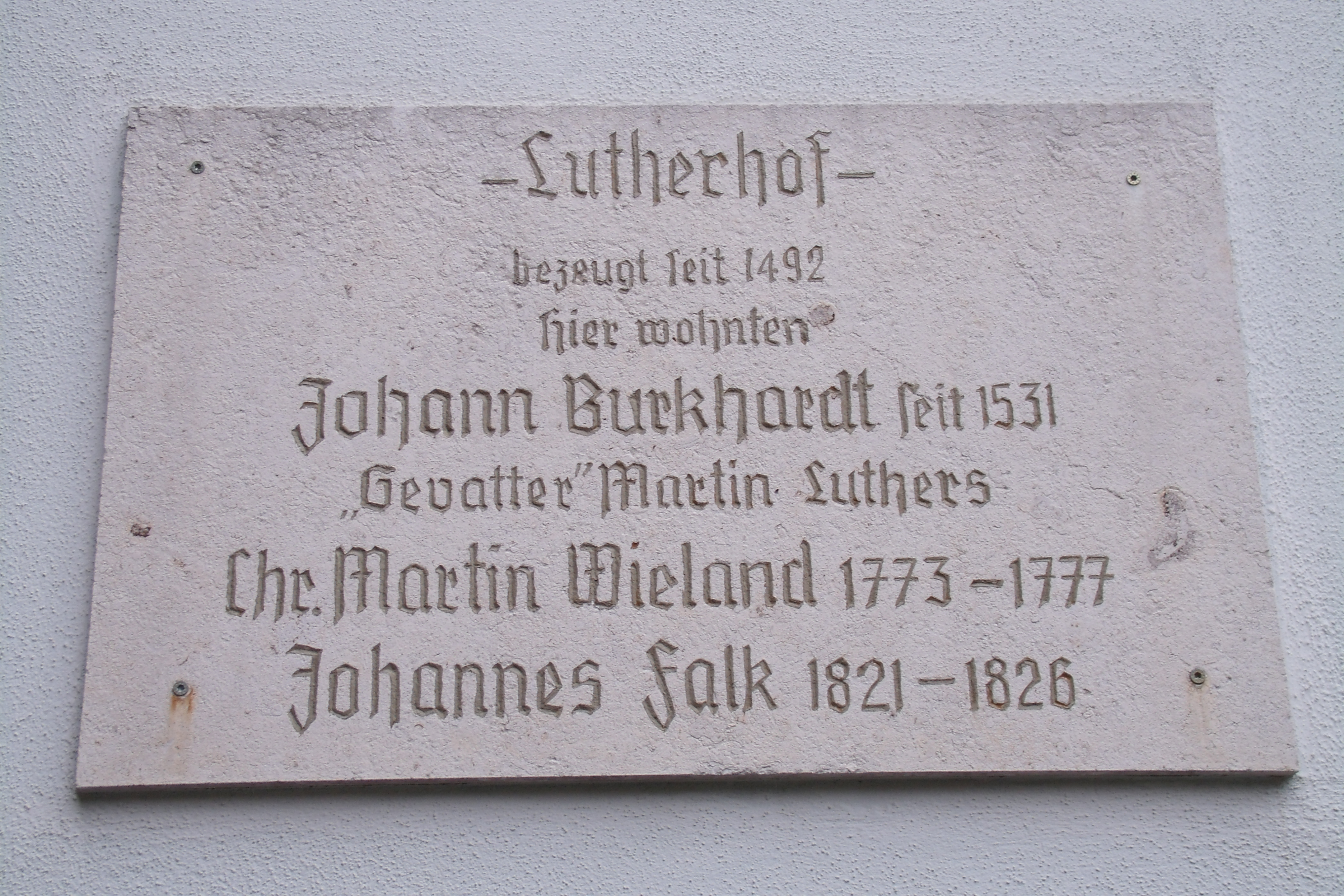
Lutherhof Bewohner Tafel

Die nach dem Reformator Martin Luther benannte Sackgasse in der Weimarer Altstadt beginnt in an der Jakobstraße. Sie hieß einmal Winkelgasse.
Die kurze schmale gewinkelte Gasse hat einige Besonderheiten. Eine ist der Lutherhof, der Wohn- und Wirkungsstätte des Goethefreundes Johann Daniel Falk mit Luthergasse 1 bzw. Marstallstraße 1. Im Lutherhof, der keineswegs zufällig den Namen hat, sondern sich auf Johann Burkhardt bezieht, der seit 1531 „Gevatter“ Martin Luthers war. Auch Christoph Martin Wieland wohnte zeitweilig hier. Eine weitere ist mit dem Geburtshaus von Christiane Vulpius, die Goethes Frau werden sollte und dem Schriftsteller Christian August Vulpius, der mit seinen Romanen vor allem des Räuberhauptmanns Rinaldo Rinaldini in Erinnerung geblieben ist, verbunden. Außerdem war er Goethes Schwager. Eine Gedenktafel für beide ist an der Hauswand Luthergasse 5 angebracht. Im der Luthergasse 3 wiederum war Karoline Jagemann bis zur Scheidung ihrer Eltern 1788 Christianes Nachbarin.
Das Vulpiushaus steht auf der Liste der Kulturdenkmale in Weimar (Einzeldenkmale) ebenso wie der Lutherhof. Die Luthergasse selbst steht als solche nicht auf der Liste der Kulturdenkmale in Weimar (Sachgesamtheiten und Ensembles).
Hinweis: Die Luthergasse ist nicht der einzige nach dem Reformator Martin Luther benannte Straßenzug in Weimar. In Oberweimar gibt es die Martin-Luther-Straße.